# Штефан Лайнер
Штефан Лайнер (нім. Stefan Lainer, нар. 27 серпня 1992, Зекірхен-ам-Валлерзе) — австрійський футболіст, правий захисник «Боруссії» (Менхенгладбах) і національної збірної Австрії.

## Клубна кар'єра
Народився 27 серпня 1992 року в місті Зекірхен-ам-Валлерзе. Штефан почав займатися футболом в дитячій команді «Зекірхен». У 2006 році він перейшов в юнацьку команду «Ред Булл Зальцбург».
16 квітня 2010 Лайнер дебютував за другу команду зальцбуржців. У сезоні 2010/11 Штефан став гравцем основного складу «Аніф», з яким став переможцем Регіональної ліги — Захід. Влітку 2011 року захисник був відданий в оренду на один рік в «Гредіг». 12 липня Штефан провів першу гру у новій команді, вийшовши у стартовому складі на гру з «Аустрією Лустенау». Десять днів потому Лайнер відзначився першим забитим м'ячем.
Перед початком сезону 2012/13 захисник повернувся в Зальцбург, і для отримання ігрової практики виступав за фарм-клуб «Ред Булла», «Ліферінг». За два сезони Лайнер взяв участь у 62 матчах і забив 3 м'ячі.
Навесні 2014 року Штефан уклав контракт із «Рідом», що виступав у австрійській Бундеслізі. Свій дебютний матч у вищому футбольному дивізіоні Австрії захисник провів 19 липня 2014 року проти «Вінер-Нойштадт».
Через рік Штефан повернувся в «Ред Булл». 27 серпня Штефан дебютував у єврокубках у зустрічі кваліфікаційного раунду Ліги чемпіонів проти шведського «Мальме», а 8 серпня вийшов перший раз у стартовому складі зальцбуржців в чемпіонаті. За чотири сезони відіграв за команду із Зальцбурга 110 матчів у національному чемпіонаті.
У 2019 році головний тренер «Ред Булла» Марко Розе залишив команду, перейшовши до німецької «Боруссії» (Менхенгладбах). Лайнер став одним з гравців, яких наставник запросив до своєї нової команди.

## Виступи за збірні
2006 року дебютував у складі юнацької збірної Австрії, взяв участь у 17 іграх на юнацькому рівні.
У березні 2017 року дебютував в офіційних іграх у складі національної збірної Австрії в товариському матчі проти збірної Фінляндії, вийшовши по перерві.
| Дата       | Місто                  | Господарі            | Результат | Гості                | Турнір                               | Голи | Примітки |
| ---------- | ---------------------- | -------------------- | --------- | -------------------- | ------------------------------------ | ---- | -------- |
| 28-3-2017  | Інсбрук                | Австрія              | 1 – 1     | Фінляндія            | товариський матч                     | -    | 46'      |
| 11-6-2017  | Дублін                 | Ірландія             | 1 – 1     | Австрія              | Відбір до ЧС 2018                    | -    |          |
| 2-9-2017   | Кардіфф                | Уельс                | 1 – 0     | Австрія              | Відбір до ЧС 2018                    | -    |          |
| 23-3-2018  | Клагенфурт-ам-Вертерзе | Австрія              | 3 – 0     | Словенія             | товариський матч                     | -    |          |
| 30-5-2018  | Інсбрук                | Австрія              | 1 – 0     | Росія                | товариський матч                     | -    |          |
| 2-6-2018   | Клагенфурт-ам-Вертерзе | Австрія              | 2 – 1     | Німеччина            | товариський матч                     | -    |          |
| 10-6-2018  | Відень                 | Австрія              | 0 – 3     | Бразилія             | товариський матч                     | -    |          |
| 6-9-2018   | Відень                 | Австрія              | 2 – 0     | Швеція               | товариський матч                     | -    |          |
| 11-9-2018  | Зениця                 | Боснія і Герцеговина | 1 – 0     | Австрія              | Ліга націй УЄФА 2018-2019 - 1-й етап | -    | 62'      |
| 12-10-2018 | Відень                 | Австрія              | 1 – 0     | Північна Ірландія    | Ліга націй УЄФА 2018-2019 - 1-й етап | -    |          |
| 15-11-2018 | Відень                 | Австрія              | 0 – 0     | Боснія і Герцеговина | Ліга націй УЄФА 2018-2019 - 1-й етап | -    |          |
| 18-11-2018 | Белфаст                | Північна Ірландія    | 1 – 2     | Австрія              | Ліга націй УЄФА 2018-2019 - 1-й етап | -    |          |
| 21-3-2019  | Відень                 | Австрія              | 0 – 1     | Польща               | Відбір до ЧЄ 2020                    | -    |          |
| 7-6-2019   | Відень                 | Австрія              | 1 – 0     | Словенія             | Відбір до ЧЄ 2020                    | -    |          |
| 10-6-2019  | Скоп'є                 | Північна Македонія   | 1 – 4     | Австрія              | Відбір до ЧЄ 2020                    | -    |          |
| 6-9-2019   | Зальцбург              | Австрія              | 6 – 0     | Латвія               | Відбір до ЧЄ 2020                    | -    |          |
| 9-9-2019   | Варшава                | Польща               | 0 – 0     | Австрія              | Відбір до ЧЄ 2020                    | -    |          |
| 16-11-2019 | Відень                 | Австрія              | 2 – 1     | Північна Македонія   | Відбір до ЧЄ 2020                    | 1    |          |
| 4-9-2020   | Осло                   | Норвегія             | 1 – 2     | Австрія              | Ліга націй УЄФА 2020-2021 - 1-й етап | -    | 67'      |
| 7-9-2020   | Відень                 | Австрія              | 2 – 3     | Румунія              | Ліга націй УЄФА 2020-2021 - 1-й етап | -    |          |
| Усього     |                        | Матчів               | 20        |                      | Голів                                | 1    |          |

## Титули і досягнення
- Чемпіон Австрії (4):

«Ред Булл»: 2015–16,2016–17, 2017–18, 2018–19
- Володар Кубка Австрії (3):

«Ред Булл»: 2015–16, 2016–17, 2018–19

## Особисте життя
Батько Штефана, Лео Лайнер, також був футболістом, вісім разів вигравав чемпіонат Австрії, а по завершенні кар'єри працював у «Ред Булл» скаутом.